# Рицмайер, Марсель
Марсель Рицмайер (нем. Marcel Ritzmaier; род. 22 апреля 1993[…], Юденбург, Штирия) — австрийский футболист, полузащитник клуба «Санкт-Пёльтен». Выступал за молодёжную сборную Австрии.

## Клубная карьера
Рицмайер начал заниматься футболом в 1997 году в системе клуба «Шпильберг». Также на молодёжном уровне занимался в клубах «Лобмингталь», «Юденберг» и «Аустрия Кернтен». В январе 2009 года Рицмайер перешёл из молодёжного состава в фарм-клуб «Аустрия Кернтен II». В составе фарм-клуба сыграл 4 матча. В июле 2009 года Рицмайер перешёл во взрослый состав клуба. В Бундеслиге дебютировал 2 августа 2009 года в матче против венского «Рапида», где на 82-й минуте матча заменил Марко Сальваторе.
В феврале 2010 года Рицмайер подписал контракт с нидерландским ПСВ, срок которого был рассчитан до 30 июня 2012 года. В 2011 году контракт Рицмайера был продлён до лета 2014 года. Первые два сезона Рицмайер играл за молодёжный состав ПСВ. 23 сентября 2012 года дебютировал в Эредивизи в матче против «Фейеноорда». С 2013 года выступал в составе фарм-клуба «Йонг ПСВ».
8 августа 2013 года Рицмайер на правах аренды перешёл в «Камбюр» до конца сезона 2013/14. В общей сложности, за «Камбюр» сыграл 30 матчей и забил три мяча. Летом 2015 года был арендован в НЕК до конца сезона 2015/16.
Летом 2016 года Рицмайер был близок к переходу в греческий клуб «Лариса», который предложил ему трёхлетний контракт. Однако, после встречи с представителями клуба Рицмайер отказался от предложения. 20 августа 2016 года Рицмайер на правах аренды перешёл в «Гоу Эхед Иглз» до конца сезона 2016/17.
В июне 2018 года перешёл в австрийский «Вольфсберг», подписав с клубом контракт на одни сезон.

## Международная карьера
Рицмайер представлял юниорские сборные Австрии разных возрастов. Ныне выступает за молодёжную сборную Австрии, в составе которой дебютировал 10 сентября 2012 года в матче отборочного турнира Чемпионата Европы 2013 среди молодёжных команд против молодёжной сборной Шотландии. Свой первый гол за молодёжную сборную Рицмайер забил 12 октября 2012 года в товарищеском матче против молодёжной сборной Демократической Республики Конго.

## Достижения
ПСВ
- Чемпион Нидерландов: 2014/15
- Вице-чемпион Нидерландов: 2012/13
- Обладатель Кубка Нидерландов: 2011/12
- Финалист Кубка Нидерландов: 2012/13
- Обладатель Суперкубка Нидерландов: 2012, 2015
- Вице-чемпион Нидерландов среди команд до 19 лет: 2012/13

## Статистика выступлений
| Клуб             | Лига                   | Сезон            | Чемпионат | Чемпионат | Кубок страны | Кубок страны | Еврокубки | Еврокубки | Итого | Итого |
| Клуб             | Лига                   | Сезон            | Игры      | Голы      | Игры         | Голы         | Игры      | Голы      | Игры  | Голы  |
| ---------------- | ---------------------- | ---------------- | --------- | --------- | ------------ | ------------ | --------- | --------- | ----- | ----- |
| Аустрия Кернтен  | Австрийская Бундеслига | 2009/10          | 1         | 0         | 0            | 0            | 0         | 0         | 1     | 0     |
| Аустрия Кернтен  | Австрийская Бундеслига | 2010/11          | 0         | 0         | 0            | 0            | 0         | 0         | 0     | 0     |
| Аустрия Кернтен  | Итого                  | Итого            | 1         | 0         | 0            | 0            | 0         | 0         | 1     | 0     |
| ПСВ              | Эредивизи              | 2011/12          | 0         | 0         | 1            | 0            | 2         | 0         | 3     | 0     |
| ПСВ              | Эредивизи              | 2012/13          | 4         | 0         | 2            | 0            | 2         | 0         | 8     | 0     |
| ПСВ              | Эредивизи              | 2014/15          | 5         | 0         | 3            | 0            | 8         | 0         | 16    | 1     |
| ПСВ              | Итого                  | Итого            | 9         | 0         | 6            | 0            | 12        | 0         | 27    | 0     |
| → Йонг ПСВ       | Эрстедивизи            | 2013/14          | 1         | 0         | 0            | 0            | 0         | 0         | 1     | 0     |
| → Йонг ПСВ       | Эрстедивизи            | 2014/15          | 9         | 4         | 0            | 0            | 0         | 0         | 9     | 4     |
| → Йонг ПСВ       | Эрстедивизи            | 2015/16          | 2         | 0         | 0            | 0            | 0         | 0         | 2     | 0     |
| → Йонг ПСВ       | Итого                  | Итого            | 12        | 4         | 0            | 0            | 0         | 0         | 12    | 4     |
| → Камбюр         | Эредивизи              | 2013/14          | 31        | 3         | 3            | 0            | 0         | 0         | 34    | 3     |
| → Камбюр         | Итого                  | Итого            | 31        | 3         | 3            | 0            | 0         | 0         | 34    | 3     |
| → НЕК            | Эредивизи              | 2013/14          | 20        | 1         | 3            | 1            | 0         | 0         | 23    | 2     |
| → НЕК            | Итого                  | Итого            | 20        | 1         | 3            | 1            | 0         | 0         | 23    | 2     |
| Всего за карьеру | Всего за карьеру       | Всего за карьеру | 73        | 8         | 12           | 1            | 12        | 0         | 97    | 9     |